# 胡集镇 (利辛县)
胡集镇，是中华人民共和国安徽省亳州市利辛县下辖的一个乡镇级行政单位。

## 行政区划
胡集镇下辖以下地区：
胡东社区、孙林社区、新矿社区、炉杨村、李赵村、高杨村、陈营村、板集村、杨湾村、杜湖村、秦寨村、李圩村、陈刘村、张庄村、贾桥村、谭庄村、长郢村、陈塘村和张桥村。